# Овандер, Яков Иванович
 Яков Иванович Овандер  (20 ноября (2 декабря) 1827 — 30 августа (11 сентября) 1898) — генерал от артиллерии, командир 9-го армейского корпуса, член Александровского комитета о раненых, директор Чесменской военной богадельни.

## Биография
Происходил из дворян; родился 20 ноября (2 декабря) 1827 года (в Петербургском некрополе — 20 ноября 1828 года). Отец, Иоганн-Карл Овандер (1801—1847), был братом Василия Яковлевича Овандера.
В 1836—1841 году учился в Петришуле.
Военное образование получил в Михайловском артиллерийском училище, из которого выпущен в офицеры в 1846 году и в Михайловской артиллерийской академии. С 1863 по 1864 год командовал подвижным гвардейским парком, а с 1864 по 1869 год сначала 7-й парковой артиллерийской бригадой, а затем 19-м подвижным парком.  С 1869 по 1877 год командовал 3-й гвардейской и гренадерской бригадой; 21 июня 1870 года был произведен в генерал-майоры. 
В 1876 году назначен в Свиту Его Императорского Величества, а в следующем году, с 19 марта, — начальником артиллерии 1-го армейского корпуса; 10 марта 1880 года он был назначен начальником артиллерии гвардейского корпуса; 30 августа 1880 года произведён в генерал-лейтенанты. С 1889 года занимал должность командира 9-го армейского корпуса. Генерал от артиллерии с 30 августа 1894 года.
С 24 августа 1892 года состоял членом Александровского комитета о раненых, а с 29 марта 1895 года был также директором Чесменской военной богадельни Императора Николая I. Почётный член конференции Михайловской артиллерийской академии.
Умер 30 августа (11 сентября) 1898 года. Похоронен на Волковском лютеранском кладбище.

## Награды
Овандер имел знак отличия за XL лет беспорочной службы (1891) и был награждён многими орденами, в их числе:
- Орден Святой Анны 3-й степени (1859)
- Орден Святого Станислава 2-й степени (1861; императорская корона к ордену — в 1863)
- Орден Святой Анны 2-й степени (1866; императорская корона к ордену — в 1868)
- Орден Святого Владимира 3-й степени (1872)
- Орден Святого Станислава 1-й степени (1874)
- Орден Святой Анны 1-й степени (1878)
- Орден Святого Владимира 2-й степени (1882)
- Орден Белого орла (1884)
- Орден Святого Александра Невского (30 августа 1893 года; бриллиантовые знаки этого ордена пожалованы 14 мая 1896 года)

Иностранные:
- Австрийский орден Франца-Иосифа 1-й степени (1874)
- Черногорский орден Князя Даниила I 1-й степени (1886)
- Прусский орден Короны 1-й степени (1888)

## Семья
Жена: Мария Васильевна Овандер (1838—11.08.1919, Петроград)